# Alberta Sackey
Alberta Sackey (* 6. November 1972 in Accra) ist eine ehemalige ghanaische Fußballspielerin. Ihr wurde im April 2003 die Auszeichnung als Afrikas Fußballerin des Jahres 2002 verliehen.

## Karriere
Sackey kam während ihrer Vereinskarriere für die Ghatel Ladies (1999) und das Chicagoer Robert Morris College (2001–2005) zum Einsatz. Sie studierte Betriebswirtschaftslehre am Robert Morris College und schloss dieses 2005 mit dem Bachelor of Business Administration ab.
Die 168 cm große Angreiferin nahm mit der ghanaischen Nationalmannschaft („Black Queens“) an den Weltmeisterschaften 1999 und 2003 teil; dabei bestritt sie sechs Partien und erzielte zwei Tore. Außerdem stand sie bei den Afrikameisterschaften 1998, 2000 und 2002 im Kader der Black Queens. Bis zum September 2003 hatte sie 47 Länderspiele bestritten und 15 Tore geschossen. Nachdem Sackey im Anschluss an die Weltmeisterschaft 2003 ihr Karriereende in der Nationalmannschaft bekanntgegeben hatte, kehrte sie im Februar 2004 für ein Länderspiel in den Kader der Black Queens zurück.